# Musée de la Sculpture cham
 (juillet 2025).
Le contenu est difficilement compréhensible vu les erreurs de traduction, qui sont peut-être dues à l'utilisation d'un logiciel de traduction automatique.
Le musée de la Sculpture cham est un musée présentant des œuvres de l'art du Champa et qui est situé près de la rivière Hàn (Sông Hàn, or Hàn giang; 汗江), dans la ville de Đà Nẵng autrefois appelée Tourane en Annam au centre du Viêt Nam, dans le district de Hải Châu. Le musée de l'Antiquité cham imaginé et proposé en 1902 par Henri Parmentier et qui en a ensuite dressé les plans, fut créé en 1915. 
Il a d'abord été baptisé musée Henri Parmentier, du nom de l'archéologue et architecte qui en a été l'initiateur. En effet, il a passé sa vie en Indochine et particulièrement au Cambodge et a consacré sa vie à étudier et restaurer les temples cham et Khmers. Devenu musée de la Sculpture cham, il abrite la plus grande collection au monde de la sculpture cham et est devenu une destination touristique populaire et incontournable avec deux cent mille visiteurs par an dont 90 % sont étrangers. Le centenaire du musée (1915-2015) a été fêté lors de la journée du Patrimoine vietnamien le 23 novembre 2015 avec la présentation d'un projet de rénovation financé par la Ville de Đà Nẵng dont la réalisation est effective en 2016 : restauration de tous les bâtiments, rénovation et mise à niveau des galeries.

## Historique

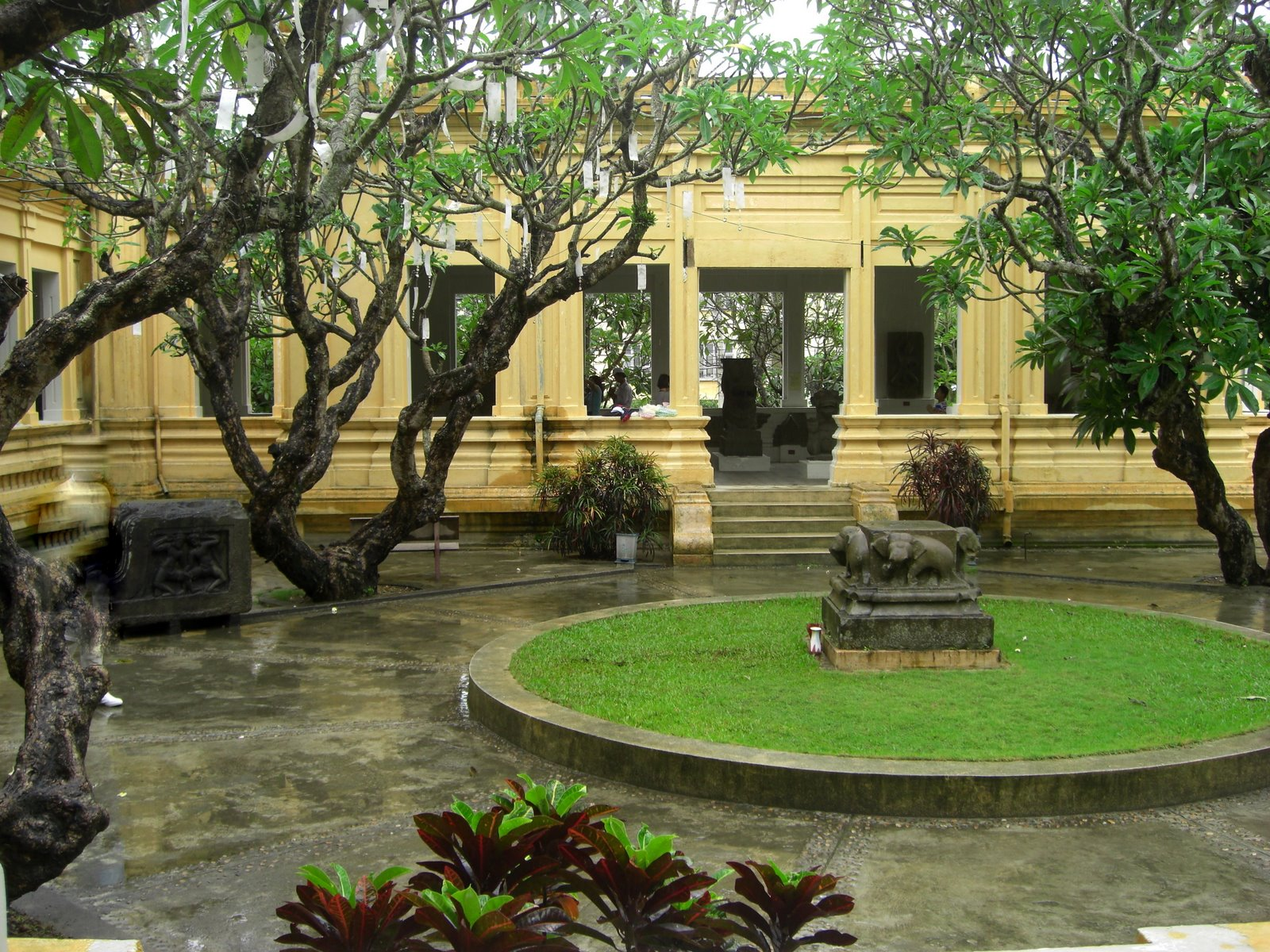
Extérieur du musée de la Sculpture cham.

La création d'un musée consacré à la sculpture et l'art cham à Đà Nẵng, baptisée Tourane à cette époque, a été proposée en 1902 par le Département d'archéologie de l'École française d'Extrême-Orient (EFEO) pour recueillir les antiquités cham. L'archéologue Henri Parmentier a été le principal promoteur du Projet et a activement mené campagne pour faire aboutir sa fondation, il a dressé les plans du musée qui est créé en 1915 sous le nom de Musée Henri Parmentier et le premier bâtiment inauguré en 1919. Auparavant, avant la création du musée, le site était renommé et connu sous le nom du « jardin de la Sculpture ».
Depuis de nombreuses sculptures cham provenant notamment de Đà Nẵng (Tourane) et de Quảng Nam avaient déjà été découvertes vingt ans avant 1919 date de l'ouverture du musée.
Le bâtiment, comportant des éléments de style traditionnels Cham et conçu par les architectes français Deleval et Auclair, est agrandi à deux reprises, une première fois en 1936, puis une autre fois, avec deux nouvelles galeries offrant un espace d'exposition pour les objets ajoutés dans les années 1920 et 1930.
Après 1954 et la guerre d'Indochine, le musée, initialement baptisé « musée Henri-Parmentier », a été rebaptisé « musée de la Sculpture cham ».
En 2002, on a procédé un autre agrandissement par l'adjonction d'un immeuble de deux étages offrant un espace supplémentaire de 1 000 mètres carrés répartis entre espace d'exposition et de conservation, une bibliothèque, un atelier de restauration et des bureaux.
Jusqu'en 2007, le musée était géré par les autorités administratives des musées de Đà Nẵng chargées des musées de la Ville et du Patrimoine. Mais depuis le 2 juillet 2007, la gestion du musée est orchestrée entre les autorités de la Ville en collaboration avec le musée de la Sculpture cham de Đà Nẵng et le Département de la Culture, du Sport et du Tourisme.
À l'origine, c'est Henri Parmentier lui-même qui a agencé l'espace disponible du musée initial afin de présenter les collections des sites tels que le sanctuaire de Mỹ Sơn, de  Trà Kiệu (en), de Đồng Dương le temple bouddhique sur le territoire cham, Tháp Mẫm, de Quang Tri, de Quảng Ngãi, de Bình Định et de  Kon Tum.
Le musée de la Sculpture cham, avec l'ensemble de ses collections d'antiquités, a ainsi permis de faire connaitre la culture cham à un très grand nombre de personnes du monde entier.

## Sculptures du musée

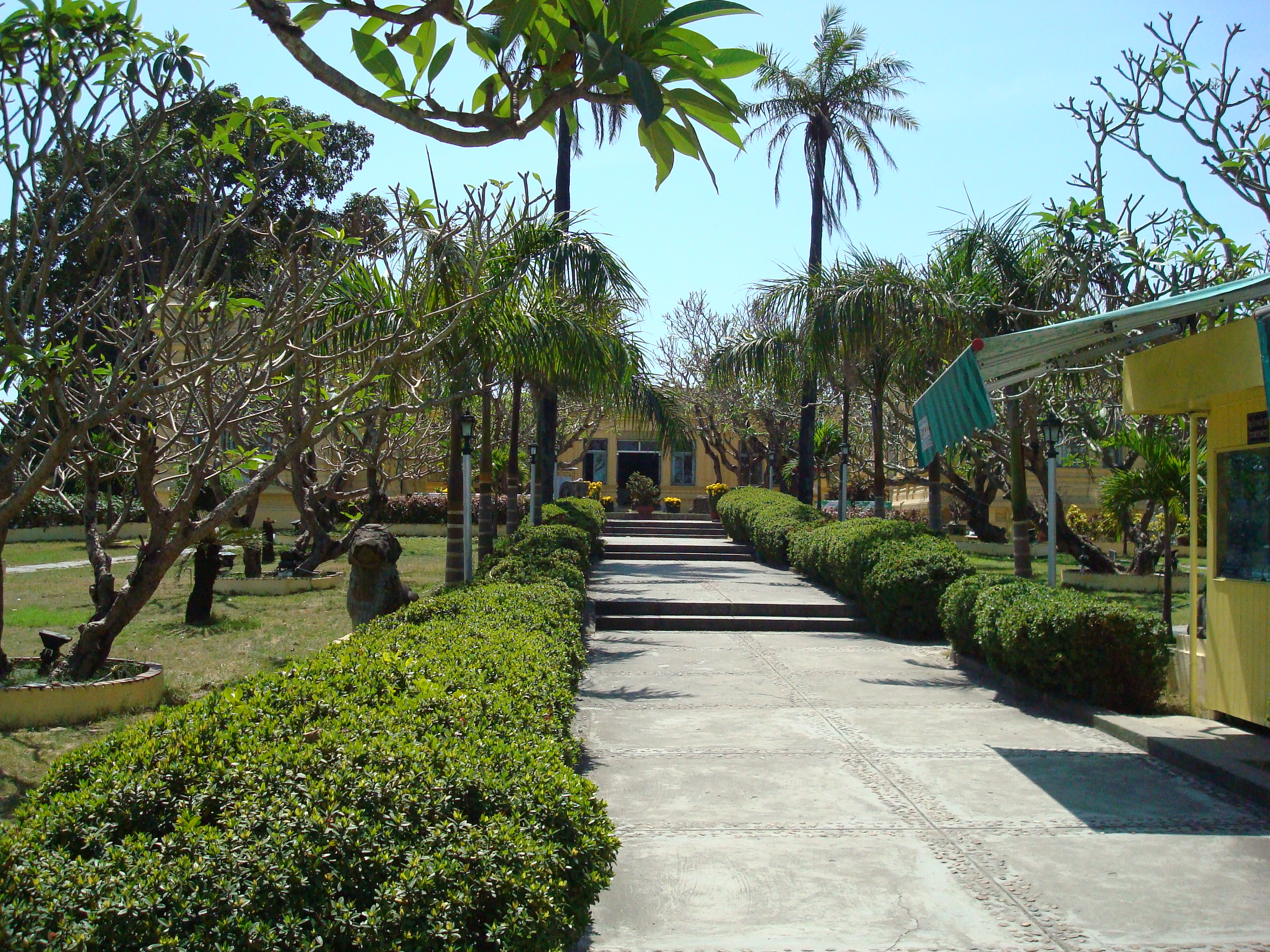
L'entrée par le jardin en février 2011.

Le musée présente de magnifiques pièces, avec des exemples tels que :
- l'autel de My Son datant des VIIe – VIIIe siècles, et témoigne de l'art sculptural cham datant de mille cinq cents ans ;
- la statue du bodhisattva Laksmindra Lokesvara découverte en 1978 à Dông Duong (district de Thang Binh, province centrale de Quang Nam) ;
- l'autel de Trà Kiêu est daté des VIIe – Xe siècles a été découvert en 1918 dans l'ancienne capitale cham Trà Kiêu (commune de Duy Son, district de Duy Xuyên, province de Quang Nam). L'autel est en grès, entouré par quatre bas-reliefs qui racontent l’histoire d’amour entre Rama et Sita dans l’épopée du Ramayana (Inde). L’autel est un chef-d’œuvre de la sculpture cham.

### Galeries du Musée cham
Le Musée cham est réparti entre :
- La galerie de Quang Tri : La collection Quang Tri fut acquise par le musée entre 1918 et 1935 et compte quatorze sculptures. La plupart ont été trouvées à Nam Giap, Ha Trung, Thach An et Da Nghi et datent des VIIe – VIIIe siècles.
- La galerie de Quang Nam : Cette galerie présente trente-deux œuvres datant d'une période située entre le VIIIe et le Xe siècle, collectées dans de nombreux sites de la province du Quang Nam.
- La galerie de Quang Ngai : La galerie Quang Ngai propose quatorze œuvres, la plupart datant de la période allant du Xe au XIIe siècle, avec des antiquités trouvées à Chanh Lo et dans les environs de la Province de Quang Ngai. Chanh Lo fut baptisé ainsi par Jean Boisselier comme un style intermédiaire entre le style My Son A1 et Thap Mam.
- La galerie de Tra Kieu : Les reliques de Tra Kieu furent trouvées dans le village de Duy Son dans le district de Duy Xuyen, de la Province de Quang Nam. Les annales chinoises se réfèrent à Tra Kieu comme le Siège de Sinhapura (la Ville Lion), la première capitale du royaume du Champa.
- La galerie de My Son : My Son était le plus sacré des sites du Royaume cham. Il est aujourd'hui situé dans la province du Quang Nam, à environ trente kilomètres à l'ouest du site de Sinhapura, la capitale des Champa jusqu'à l'an 1000. Protégé par un cercle de montagnes, il y avait plus de 70 structures de briques et de pierre, la plupart dédiées à Shiva.
- La galerie de Dong Duong : Le style Dong Duong se réfère à Dvarapala ainsi qu'aux figures tutélaires des temples et monastères bouddhistes et hindouistes ainsi qu'aux œuvres similaires aux sculptures bouddhistes provenant des sites de Dong Duong dans la Province du Quang Nam.
- La galerie de Thap Mam - Binh Dinh : À 300 km au sud de Da Nang, dans la Province de Binh Dinh, c'est la demeure de nombreuses reliques cham les plus significatives des temples hindous construits à partir du XIe au XVe siècle quand le centre du pouvoir du royaume Champa était basé à cet endroit. Durant les années 1934 et 1935 lors des fouilles archéologiques conduites par J.Y. Clayes dans les collines de Thap Mam et des environs, un nombre considérable d'œuvres incluant des bas-reliefs et des statues rondes tels que l'oiseau sacré Garuda, dragons, éléphant-lions, danseurs, dieux et déesses typiques du style Thap Mam furent découvertes. Il y avait 67 œuvres provenant de ces fouilles présentées dans la galeries Thap Mam – Binh Dinh du Musée Cham.
- La galerie élargie : officiellement ouverte le 28 avril 2004, le bâtiment de la galerie élargie est le siège de la nouvelle collection avec approximativement 150 œuvres appartenant à des styles variés de l'art cham principalement collectées après 1975.

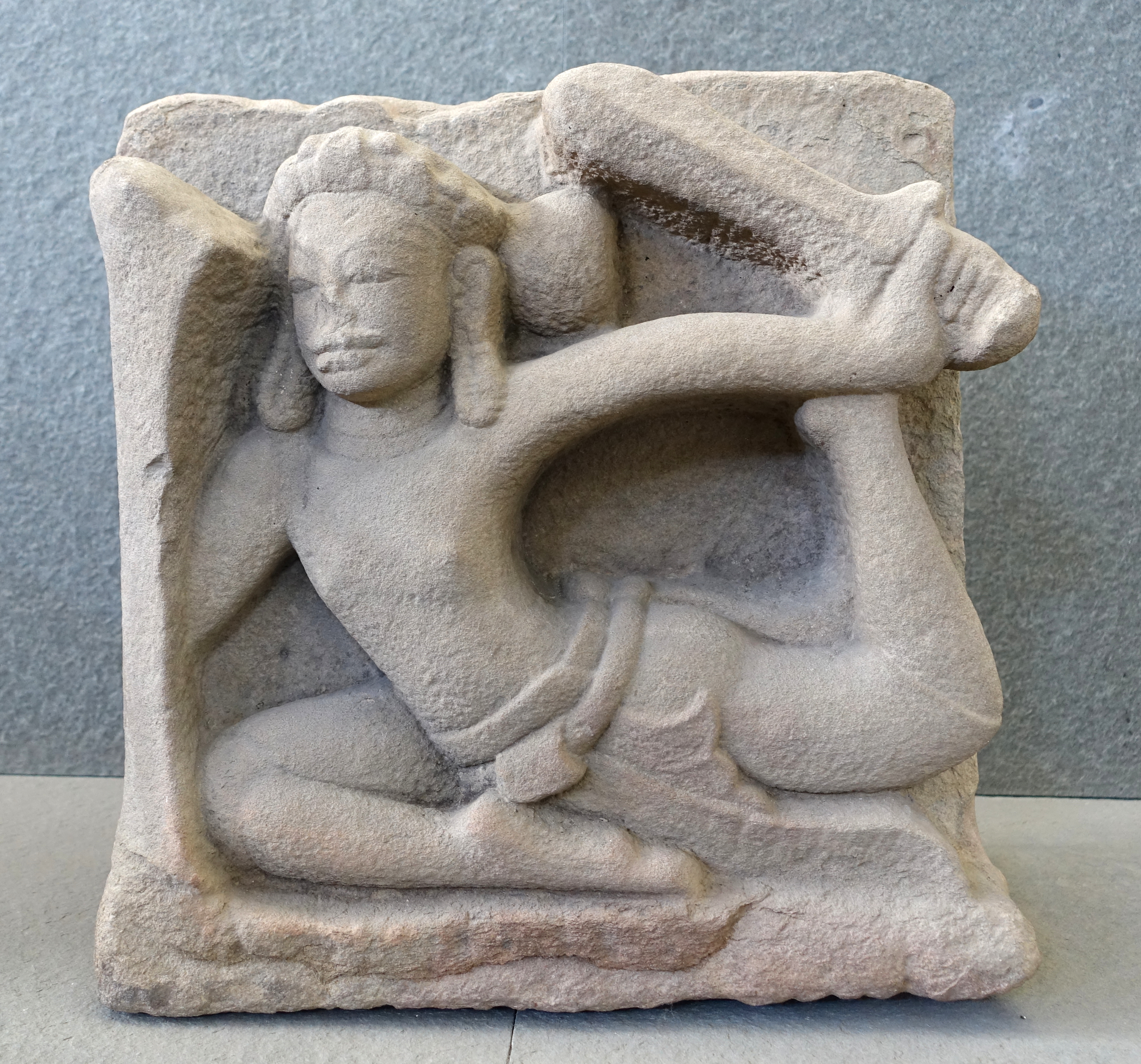
Guerrier volant, Mỹ Sơn, XXe siècle.
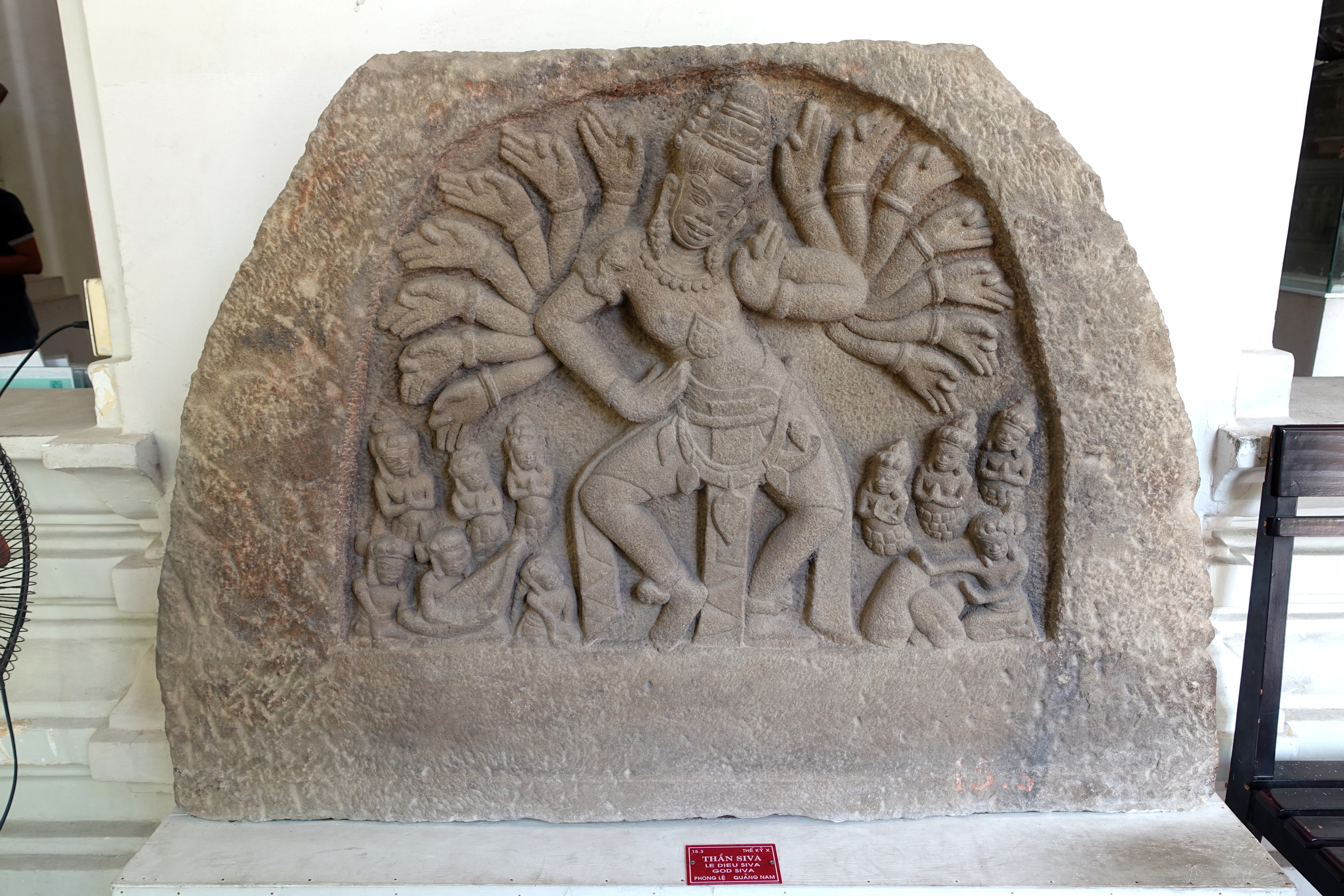
Shiva, Quảng Nam, XXe siècle.
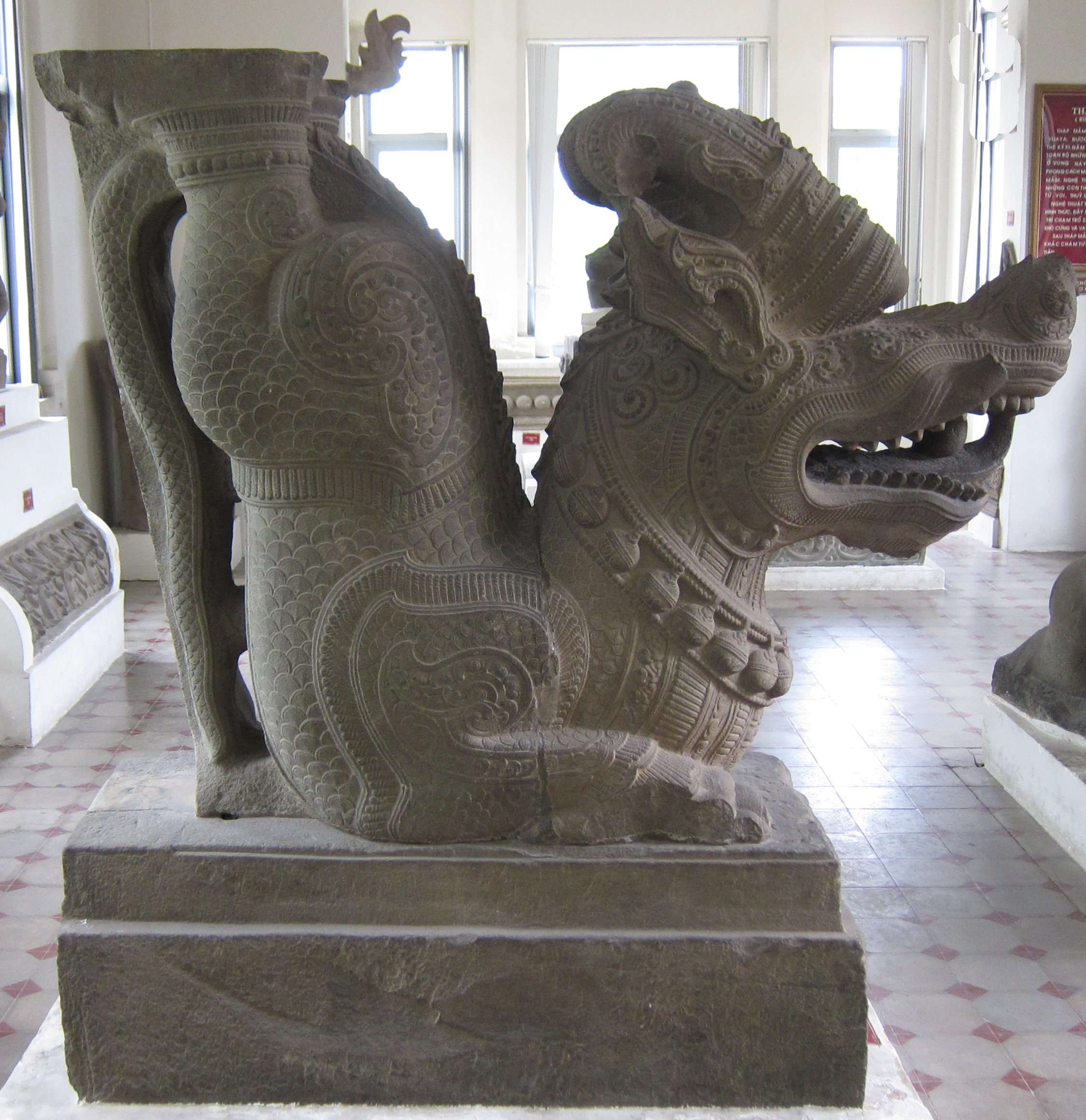
Dragon, XIIIe siècle.
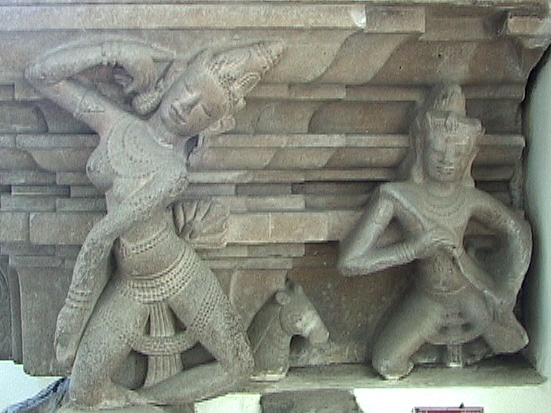
Danseuse apsara et musicien gandharva, style de Trà Kiệu (en), XXe siècle.

#### En français
- Henri Parmentier, Victor Goloubew, Les sculptures chames au musée de Tourane, Paris ; Bruxelles : G. Van Oest, 1922, collection : Ars asiatica 4
- Henri Parmentier, Le Sanctuaire de Po-Nagar à Nhatrang, Hanoi͏̈ : F.M. Schneider, 1902
- Henri Parmentier, Le cirque de Mĩ-s'on (Qu'ang-nam), Hanoi : Impr. typo-lithographique F.-H. Schneider, 1904
- Henri Parmentier et E. M. Durand, Le trésor des rois chams, Hanoi : F.-H Schneider, 1905
- Georges Coedès et Henri Parmentier, Listes générales des inscriptions et des monuments du Champa et du Cambodge, Hanoi : Impr. d'Extrême-Orient, 1923
- Pierre Baptiste, Thierry Zéphir, Trésors d'art du Vietnam : la sculpture du Champa, Ve – XVe siècles, Paris : Réunion des musées nationaux, catalogue d'exposition (Musée Guimet, 11 octobre 2005 - 9 janvier 2006), 2005  (ISBN 2711848981)
- Emmanuel Guillon, Art et archéologie du Champa : une ancienne civilisation du Viet Nam, Paris : Picard, 2011  (ISBN 9782708408647)
- George Cœdès, Le Royaume de Çrīvijaya, 1918
- George Cœdès, Les États hindouisés d'Indochine et d'Indonésie, 1948
- George Cœdès, Les Peuples de la péninsule indochinoise, 1962

### En anglais
- Emmanuel Guillon, Cham Art Treasures from the Dà Nang Museum, Vietnam, London : Thames and Hudson  (ISBN 0500975930)